# Elecciones estatales de Durango de 2024
Las elecciones estatales de Durango de 2024 se llevaron a cabo el domingo 2 de junio de 2024 y en ellas se renovaron los siguientes cargos de elección popular del estado mexicano de Durango:
- 25 diputados estatales: 15 diputados electos por mayoría relativa y 10 designados mediante representación proporcional para integrar la LXX Legislatura

## Organización

### Partidos políticos
En las elecciones estatales tienen derecho a participar los siete partidos políticos con registro nacional: Partido Acción Nacional (PAN), Partido Revolucionario Institucional (PRI), Partido de la Revolución Democrática (PRD), Partido del Trabajo (PT), Partido Verde Ecologista de México (PVEM), Movimiento Ciudadano (MC) y Movimiento Regeneración Nacional (Morena).

### Distritos electorales
Para la elección de diputados de mayoría relativa del Congreso del Estado de Durango el estado se divide en 15 distritos electorales locales. La distritación electoral vigente fue publicada por el Instituto Nacional Electoral en diciembre de 2022.
| Distrito | Cabecera             | Municipios | Mapa |
| -------- | -------------------- | ---------- | ---- |
| 1        | Durango              | 1          |      |
| 2        | Durango              | 1          |      |
| 3        | Durango              | 1          |      |
| 4        | Durango              | 1          |      |
| 5        | Durango              | 1          |      |
| 6        | Durango              | 1          |      |
| 7        | Santiago Papasquiaro | 8          |      |
| 8        | Guadalupe Victoria   | 7          |      |
| 9        | Mapimí               | 12         |      |
| 10       | Gómez Palacio        | 1          |      |
| 11       | Gómez Palacio        | 1          |      |
| 12       | Gómez Palacio        | 1          |      |
| 13       | Ciudad Lerdo         | 1          |      |
| 14       | Cuencamé             | 7          |      |
| 15       | Pueblo Nuevo         | 3          |      |

## Resultados
|  | 37.50 % |

|  | 23.31 % |

|  | 14.07 % |

|  | 7.72 % |

|  | 4.88 % |

|  | 4.64 % |

|  | 2.72 % |

|  | 5.49 % |

|  | 0 % |